# Arsac
Arsac es una comuna francesa, situada en el departamento de la Gironda y la región de Aquitania. Produce vino de la AOC Margaux.

## Demografía
| 651 | 685 | 932 | 1902 | 2729 | 2818 |
| Para los censos de 1962 a 1999 la población legal corresponde a la población sin duplicidades (Fuente: INSEE [Consultar]) |     |     |      |      |      |